# Бургенланд
 Тази статия е за провинцията на Австрия.  За окръга в Германия вижте Бургенланд (окръг).  
Градище или Бургенланд (на немски: Burgenland; на унгарски: Várvidék, Őrvidék, Felsőőrvidék; на хърватски: Gradišće; на словенски: Gradiščanska; на прекомурски: Gradišče) е федерална провинция в състава на Австрия.

## География

### Административно деление
Провинцията се състои от 9 окръга, 2 със самостоятелен статут (на окръг) и 7 окръга:

#### Градове със самостоятелен статут
- Айзенщат
- Руст

#### Окръзи
- Айзенщат-Умгебунг
- Гюсинг
- Йенерсдорф
- Матерсбург
- Нойзидъл Ам Зе
- Оберварт
- Оберпулендорф